# Mundialito de Futebol 7 de 2011
O Mundialito de Seleções de Futebol 7 de 2011 foi realizado entre os dias 10 e 14 de Agosto de 2011 na Arena Copacabana, uma arena temporária construída no Rio de Janeiro, Brasil e foi o primeiro de sua história. O evento foi realizado pela empresa de marketing esportivo Koch Tavares, com a homologação da então Confederação de Futebol 7 do Brasil (CF7).  

## A disputa
A seleção da Itália foi campeã após vencer o Brasil na final por 3X2 com gols de Grana, Foglia e Marcelo para a Itália e Cauê e Daniel para o Brasil. 
Foglia e Manfron da Itália e Vitor Boleta do Brasil foram os artilheiros da competição com 7 gols. Foglia também foi eleito o melhor jogador do mundialito, recebendo então o troféu bola de ouro. William Vanzela goleiro da ITALIA foi escolhido como melhor goleiro da competição.

## Seleções participantes
Grupo A:
 Alemanha
 Bolívia
 Brasil
 Uruguai
Grupo B:
 Argentina
 Canadá
 Itália
  Peru

## Regulamento
As oito equipes foram dividas em dois grupos de quatro. Jogaram entre si em seus determinados grupos na 1ª fase, classificando-se os dois melhores de cada grupo para as semifinais. Os dois vencedores das semifinais fizeram a grande final e os dois perdedores fazem a disputa do 3º lugar.

## Classificação da 1ª fase
|  | Equipes classificadas às semifinais |

Grupo A:
| Pos | Seleção  | Pts | J | V+ | V- | D | GP | GC | SG  |
| --- | -------- | --- | - | -- | -- | - | -- | -- | --- |
| 1   | Brasil   | 9   | 3 | 3  | 0  | 0 | 31 | 9  | 22  |
| 2   | Uruguai  | 6   | 3 | 2  | 0  | 1 | 11 | 13 | -2  |
| 3   | Alemanha | 3   | 3 | 1  | 0  | 2 | 16 | 24 | -8  |
| 4   | Bolívia  | 0   | 3 | 0  | 0  | 3 | 9  | 21 | -12 |

Grupo B:
| Pos | Seleção   | Pts | J | V+ | V- | D | GP | GC | SG  |
| --- | --------- | --- | - | -- | -- | - | -- | -- | --- |
| 1   | Itália    | 9   | 3 | 3  | 0  | 0 | 20 | 8  | 12  |
| 2   | Peru      | 6   | 3 | 2  | 0  | 1 | 14 | 8  | 6   |
| 3   | Argentina | 2   | 3 | 0  | 1  | 2 | 5  | 11 | -6  |
| 4   | Canadá    | 0   | 3 | 0  | 0  | 3 | 6  | 18 | -12 |

OBS.: Na classificação o item V+ significa vitória no tempo normal de jogo. Já o item V- significa que a partida terminou empatada no tempo normal e foi decidida na disputa de shoot-out.

## Partidas
1ª fase - Grupo A:
| Data  | Partida  | Partida | Partida  |
| ----- | -------- | ------- | -------- |
| 10/08 | Brasil   | 10-1    | Bolívia  |
| 10/08 | Alemanha | 3-5     | Uruguai  |
| 11/08 | Uruguai  | 4-2     | Bolívia  |
| 11/08 | Brasil   | 13-6    | Alemanha |
| 12/08 | Alemanha | 7-6     | Bolívia  |
| 12/08 | Brasil   | 8-2     | Uruguai  |

1ª fase - Grupo B:
| Data  | Partida   | Partida   | Partida   |
| ----- | --------- | --------- | --------- |
| 11/08 | Canadá    | 3-9       | Itália    |
| 11/08 | Peru      | 3-2       | Argentina |
| 11/08 | Argentina | (1)2-2(0) | Canadá    |
| 11/08 | Itália    | 5-4       | Peru      |
| 12/08 | Canadá    | 1-7       | Peru      |
| 12/08 | Argentina | 1-6       | Itália    |

Semifinais:
| Data  | Partida | Partida | Partida |
| ----- | ------- | ------- | ------- |
| 13/08 | Uruguai | 2-7     | Itália  |
| 13/08 | Brasil  | 13-2    | Peru    |

3º lugar:
| Data  | Partida | Partida | Partida |
| ----- | ------- | ------- | ------- |
| 14/08 | Uruguai | 8-5     | Peru    |

Final:
| Data  | Partida | Partida | Partida |
| ----- | ------- | ------- | ------- |
| 14/08 | Brasil  | 2-3     | Itália  |